# Stopplaats Noorder IJdijk
Stopplaats Noorder IJdijk is een voormalige stopplaats aan de staatslijn K tussen Amsterdam Centraal en Den Helder. De stopplaats was geopend van 15 oktober 1878 tot 1907.